# Sant’Ilario dello Ionio
Sant’Ilario dello Ionio ist eine italienische Stadt in der Metropolitanstadt Reggio Calabria in Kalabrien mit 1316 Einwohnern (Stand 31. Dezember 2023).

## Lage und Daten
Sant’Ilario dello Ionio liegt 96 km östlich von Reggio Calabria am Nordosthang des Aspromonte. Die Nachbargemeinden sind Antonimina, Ardore, Ciminà und Portigliola. Die Ortsteile sind Condojanni, Marina di Sant’Ilario und Quarantano–Cardesi.
Der Ort ist in der Grundstruktur noch so erhalten, wie er im Mittelalter erbaut wurde.